# Strategic Rail Authority

La Strategic Rail Authority (SRA) était une institution publique britannique ayant pour mission entre 2001 et 2006 d'orienter, sous l'autorité du gouvernement, la stratégie d'ensemble du secteur du transport ferroviaire au Royaume-Uni. Elle était notamment responsable de l'attribution et du contrôle des concessions (franchises  en anglais) pour les services ferroviaires de transport de voyageurs.

## Histoire
La Strategic Rail Authority est créée le 1er février 2001 en application de la loi sur le transport (Transport Act 2000). 
Le 15 juillet 2004 le ministre des Transports, Alistair Darling, annonce sa suppression. Au 1er décembre 2006, la Strategic Rail Authority n'existe plus, ses fonctions sont attribuées au Ministère des transports, à Network Rail, à l'ORR et aux exécutifs régionaux pour certaines compétences (l'Exécutif écossais, l'Assemblée gouvernementale galloise et l'Autorité du Grand Londres).
Venant après la presque re-nationalisation de l'infrastructure intervenue après la faillite de Railtrack, cette décision  marquait une nouvelle étape importante de la réforme des chemins de fer britanniques commencée sous le gouvernement de John Major.